# Товстуха, Леонид Самойлович
Леонид Самойлович Товсту́ха (1930—2010) — советский деятель искусств. Ковровщик. Народный художник Украины (1992).

## Биография
Родился 17 октября 1930 года в селе Орловка (ныне Ямпольский район (Сумская область), Украина). В 1947 году окончил Орловскую 7-летнюю школу. В 1947—1951 годах учился в Кролевецком техникуме художественных промыслов. В 1951—1952 годах работал мастером коврового цеха промартели имени Л. Украинки (Полтава), в 1952—1962 годах — начальником, мастером, художником промартели имени К. Цеткин (Решетиловка). С 1962 года её директор. В 1962—1968 годах учился в МТИ. Персональные выставки в СССР и за рубежом.
Умер 7 марта 2010 года в родном селе.

## Общественная деятельность
- 1966—1990 — председатель районной комиссии содействия фонду мира
- 1976—1986 — член правления Полтавской областной организации Союза художников Украины
- 1982—1996 — член Республиканской комиссии декоративно-прикладного искусства Союза художников Украины
- 1982—1985 — член правления художественного фонда Украины
- 1989—1992 — член жюри по присуждению премии Екатерины Белокур
- 1990—1995 — член Большого Совета национального Союза народных мастеров Украины
- 1999—2005 — член правления Полтавского областного Национального Союза художников Украины
- 2000—2004 — член Государственной художественно-экспертного Совета Министерства культуры и туризма Украины

## Награды и премии
- заслуженный художник Украинской ССР (1975)
- народный художник Украины (1992)
- Серебряная медаль ВДНХ (1986)
- Государственная премия УССР имени Т. Г. Шевченко (1986) — за высокохудожественное использование народных традиций в произведениях декоративно-прикладного искусства
- орден «Знак Почёта» (1977)
- орден «За заслуги» III степени (2001)[1]
- медали
- Почётная грамота Верховной Рады Украины (2005)
- почётный гражданин Решетиловки (2006)